# Sutter
Sutter é uma região censitária do estado norte-americano da Califórnia, no condado de Sutter.

## Demografia
Segundo o censo americano de 2000, a sua população era de 2885 habitantes.

## Geografia
De acordo com o United States Census Bureau tem uma área de 7,9 km², dos quais 7,9 km² cobertos por terra e 0,0 km² cobertos por água. Sutter localiza-se a aproximadamente 20 m acima do nível do mar.

## Localidades na vizinhança
O diagrama seguinte representa as localidades num raio de 24 km ao redor de Sutter.